# Équipe de Bahreïn de hockey sur glace
L'Équipe de Bahreïn de hockey sur glace est la sélection nationale de Bahreïn regroupant les meilleurs joueurs bahreïnien de hockey sur glace. Le pays rejoint l'IIHF en 2024.

## Historique
Le premier match de la sélection a été joué au Koweït contre ces derniers en janvier 2012. Ils participèrent aux Jeux asiatiques d'hiver de 2011, où ils finirent en dernière place en perdant leurs six matchs dont quatre par blanchissage.

## Résultats

### Jeux olympiques
Le Bahreïn n'a jamais participé aux jeux olympiques.

### Championnats du monde
- 1920-2018 - Ne participe pas

### Jeux asiatiques d'hiver
- 2011 - 7e place
- 2017 - Forfait [2]

### Bilan des matchs internationaux
Au 21 avril 2012
| Équipe              | PJ | V | N | D | BP | BC |
| ------------------- | -- | - | - | - | -- | -- |
| Koweït              | 2  | 0 | 0 | 2 | 3  | 33 |
| Kirghizistan        | 1  | 0 | 0 | 1 | 10 | 15 |
| Émirats arabes unis | 1  | 0 | 0 | 1 | 0  | 25 |
| Malaisie            | 1  | 0 | 0 | 1 | 0  | 25 |
| Mongolie            | 1  | 0 | 0 | 1 | 1  | 21 |
| Thaïlande           | 1  | 0 | 0 | 1 | 0  | 29 |